# Cupa

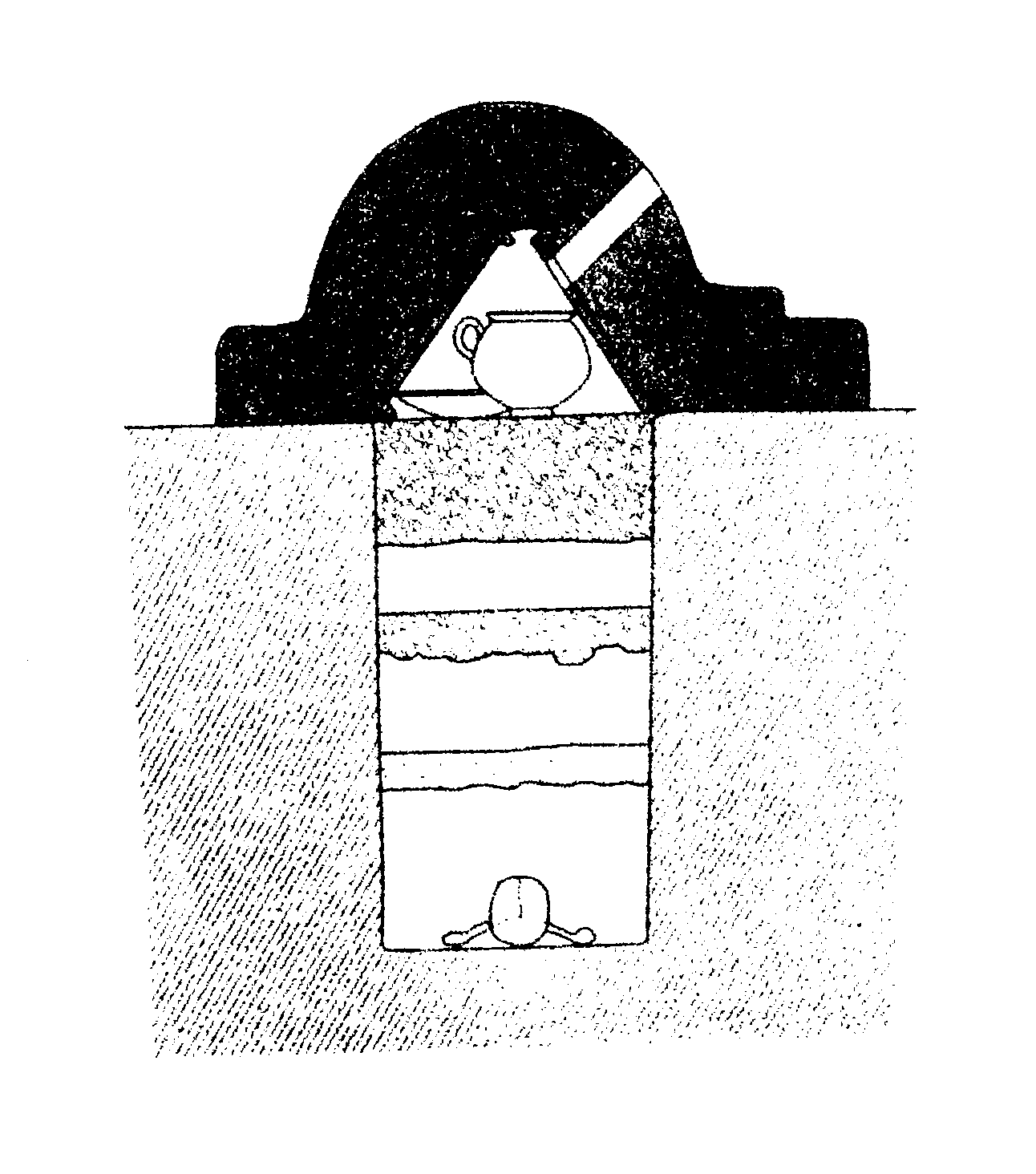
Sección de una sepultura cubierta con una cupa.

## Concepto
Las cupae (en latín singular cupa, plural cupae) son un tipo sencillo de monumento funerario de planta alargada con cubierta cilíndrica, imitando una cuba tumbada (de hecho, cupa significa cuba en latín), expresando así parte de su tipología, y que se utilizaron en algunas regiones del Imperio romano entre los siglos I y III. Por añadidura, también se emplea como sinónimo de sarcófago.
Sin embargo, a pesar de su relativa simplicidad, en sentido etimológico presenta tal variedad que en muchas ocasiones lleva a la discrepancia entre autores para establecer un consenso del propio término. 

## Relativo al origen
Berciu y Wolski plantean que el monumento aparece por primera vez en Oriente, teniendo como enclave conductor el norte de África para asentarse en la península ibérica, a través de Baelo Claudia según Vaquerizo. A ello añadir que, vinculada a dicha teoría, este monolito sería la traslación de la domus abovedada y común de lugares como Alejandría. Aunque, por su parte, Bacchielli desvincula su relación con esta zona descartando la propuesta relativa a los tipo de habitación y sarcófagos licios. Inclusive, ante tal amplitud de propuestas geográficas, se plantea la época helenística como precedente, teniendo como fruto esta extensión a provincias europeas, africanas y asiáticas.
 

La cuestión se presenta, por tanto, en un cúmulo de formulaciones desiguales sin una idea generalizada, y es tal la problemática que en torno al uso, o como ya se ha mencionado en su concepto, existirá un panorama bastante similar.

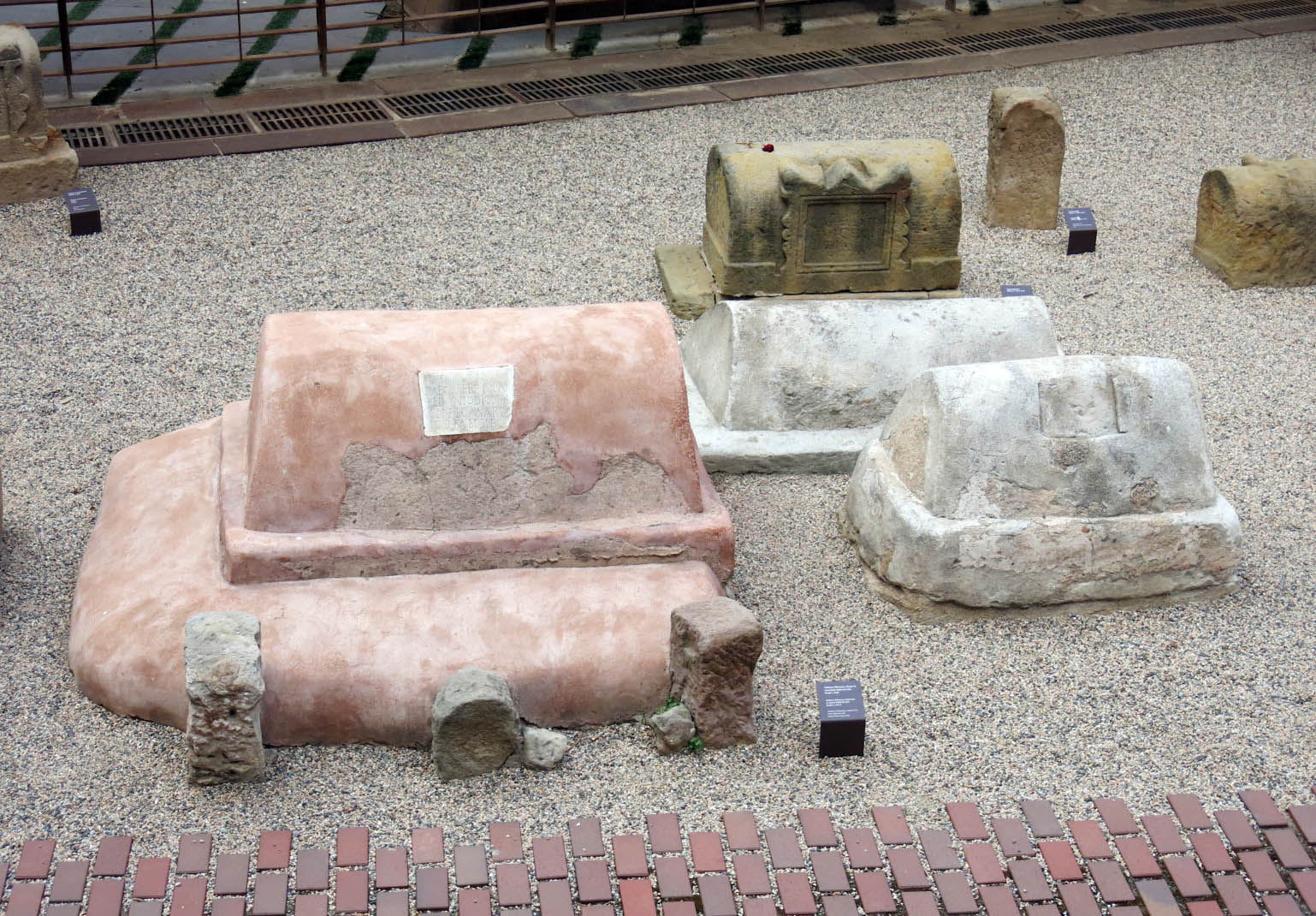
Diversas cupae en la vía sepulcral de la plaza de la Villa de Madrid, Barcelona.

## Tipología
Se distinguen dos tipos: 
- Cupae structiles, hechas de obra de albañilería y cubiertas con un estucado.
- Cupae solidae, monolíticas (o sea, esculpidas de una sola pieza ), que aparecieron con posterioridad a las de albañilería.[3]

Pese a plantearse una clara distinción y equivalencia entre los ritos y las tipologías de cupae, el caso es que el ejemplo barcelonés hace cuestionar esta visión tradicional, ya que da pie a planteamiento de una indiferencia ritual con respecto al tipo funerario.
Algunos autores sólo llaman cupae a las monolíticas, asimilando las hechas de obra con túmulos.

## Materiales
Este aspecto aparece como caracterizador de la pauta del lugar: es el ejemplo de Hispania en donde las cupae emeritenses abundantes son las hechas de granito, además de presentar el texto funerario en uno de los amplios laterales y una doble moldura como base; ello a diferencia de las tarraconenses que están trabajadas a mármol y en general con una decoración más amplia y compleja. El uso del estuco se cumplimenta a modo de capa en color rojo (en el caso de Tarraco) o blanco y que en muchos casos servía para formarse relieves de forma decorativa. Los materiales empleados en la construcción de las cupae variaban considerablemente según la región y los recursos disponibles, reflejando tanto las tradiciones locales como las limitaciones económicas de sus comitentes. Estos materiales no solo influyeron en la durabilidad de las estructuras, sino también en su estética y funcionalidad.
Granito: habitual en Hispania, particularmente en zonas como Lusitania y Emerita Augusta (actual Mérida). Fue el material predominante para las cupae solidae. Su dureza y abundancia en estas regiones lo convertían en una opción ideal para construir monumentos monolíticos. Las inscripciones en granito, aunque más difíciles de tallar, ofrecían mayor resistencia al paso del tiempo, lo que explica por qué muchos ejemplares aún conservan detalles epigráficos legibles.
Mármol: el mármol se utilizó principalmente en regiones más ricas, como Tarraco (Tarragona). Las cupae de mármol a menudo presentan elaborados detalles decorativos y epigráficos, como relieves y molduras, que reflejan una inversión económica significativa por parte de los comitentes. El mármol blanco y pulido también ofrecía un contraste visual con las inscripciones pintadas o esculpidas, lo que facilitaba su legibilidad.
Arenisca: en el norte de África, la arenisca fue ampliamente utilizada debido a su abundancia y facilidad para trabajar. Sin embargo, su menor durabilidad en comparación con el granito o el mármol ha llevado a un deterioro significativo de las cupae en esta región. La textura porosa de la arenisca también facilitaba la aplicación de estuco, comúnmente empleado para añadir color o relieves decorativos.
Ladrillo y mortero: las cupae structiles, construidas mediante técnicas de albañilería, incorporaban ladrillos y mortero, combinando eficiencia económica con versatilidad estructural. Este método era particularmente popular en zonas urbanas del Imperio, donde el acceso a grandes bloques de piedra podía ser limitado. Las cupae structiles se recubrían con estuco, pintado en colores como rojo o blanco, y decorado con relieves para emular la apariencia de las cupae solidae.
Estuco y pintura: el uso de estuco era frecuente en ambos tipos de cupae, tanto para recubrir superficies como para aplicar detalles decorativos. En Tarraco, se han documentado restos de estuco pintado en rojo y blanco, indicando un cuidado especial en la estética final del monumento. El estuco también permitía añadir inscripciones y relieves en regiones donde los recursos pétreos eran escasos o difíciles de tallar.

## Elementos
A pesar de estar a menudo vacías, las cupae no son el contenedor de los restos del difunto sino un elemento señalizador de la sepultura, que se dispone enterrada más abajo. La cámara del interior de la cupa, si la hay, sirve para poner ofrendas, que pueden ser vasijas de cerámica con alimentos. Además, puede presentar un orificio libatorio para efectuar libaciones estando situado, por lo general, en el lado derecho respecto del campo epigráfico para que, con el infundibulum, se llevara a cabo el ritual preciso y termine en dicha cámara. 
A ello se adscribe el campo epigráfico: éste se puede situar en una tabula ansata, en una cartela en reserva, inscrito o incluso grabado de forma simple.

## Uso
En lo concurrente a la idea defendida por Berciu y Wolski, su utilización se remitiría a individuos de origen norteafricano, mayormente libertos y vinculados a las religiones mistéricas, siendo de esta forma una proporción notable de la población. En cambio, otra perspectiva defiende que, por su extensión a zonas de Lusitania, la visión de cupae structiles y solidae algo más compleja incluiría así a personas locales, lo que ampliaría su área social de uso.

## Distribución geográfica
Aunque las cupae son ampliamente reconocidas en Hispania y el norte de África, recientes estudios han identificado ejemplos significativos en las provincias romanas de Germania y Britania. En estas regiones, las cupae adoptaron estilos adaptados a las tradiciones funerarias locales. En Germania, por ejemplo, algunas cupae presentan decoraciones geométricas en lugar de representaciones figurativas, posiblemente influenciadas por las tradiciones indígenas. En Britania, el uso de las cupae fue menos común, pero ciertos hallazgos en York sugieren su empleo entre colonos romanos con fuertes lazos comerciales con Hispania.

## Influencia en el mundo medieval
Las cupae romanas no solo desempeñaron un papel importante en las prácticas funerarias de la Antigüedad, sino que su diseño semicilíndrico dejó una huella perdurable en la iconografía y arquitectura medieval. Se ha señalado que su forma pudo inspirar elementos arquitectónicos como la bóveda de cañón, una técnica constructiva ampliamente empleada en iglesias y monasterios románicos entre los siglos IX y XII. La transición entre el mundo romano y la Edad Media en Europa occidental estuvo marcada por la reutilización de monumentos funerarios, tanto por razones prácticas como simbólicas. Muchas cupae sobrevivieron a lo largo de los siglos en contextos rurales y urbanos, siendo reinterpretadas como relicarios o incluso como hitos religiosos. En regiones como la Galia y el norte de Hispania, existen registros de cupae transformadas en pequeñas capillas funerarias, donde su cubierta semicilíndrica se convirtió en un modelo para las bóvedas primitivas.
Este legado es especialmente evidente en la decoración de sarcófagos medievales, donde la forma curva o semicircular de las cupae aparece como elemento estético recurrente. La continuidad visual sugiere que, aunque las cupae habían perdido su función original, el simbolismo de refugio y protección que transmitían seguía siendo relevante. En particular, las comunidades cristianas medievales adoptaron la idea de la cubierta como representación de la salvación divina, reinterpretando el diseño romano en clave espiritual.
Por otro lado, en algunos cementerios medievales del sur de Francia y norte de Italia, se han hallado tumbas cuya estructura externa recuerda las cupae. Este fenómeno se atribuye tanto a la influencia directa del legado romano como a la preservación de talleres locales que perpetuaron técnicas de construcción y estilos decorativos.
En el imaginario medieval, la forma semicilíndrica asociada a las cupae se relacionó con la idea de "arcón" o contenedor seguro para el alma del difunto. Esta transformación simbólica es visible en el arte funerario cristiano, donde los motivos de bóvedas y arcos a menudo se vinculan con la promesa de resurrección y vida eterna. En este sentido, las cupae se convirtieron en un punto de referencia para la conceptualización de tumbas monumentales que reflejaban tanto la herencia romana como los nuevos valores espirituales del cristianismo.